# Go'dag børn
|  | Denne artikel er oprettet af botten Steenthbot ud fra en ekstern database. Den kan derfor have sproglige fejl eller mangler. Denne skabelon kan fjernes efter kontrol af indholdet. |

Go'dag børn er en dansk dokumentarfilm fra 1953 instrueret af Jørgen Roos.

## Handling
En film fra spædbarnets verden. I en række afsnit skildres det lille barns første måneder: Suttebørn - amningen; Flaskebørn; Skebørn; Liggebørn; Siddebørn; Klappekagebørn; Badebørn; Pottebørn; Barnevognsbørn; Kravlegårdsbørn; Kravlebørn; og Ståbørn.